# 独立カトリック教会
独立カトリック教会（どくりつカトリックきょうかい、英語: Independent Catholic Churches）は、カトリックの伝統を保持して「カトリック教会」を自認・自称するが、ローマ教皇座（ローマ・カトリック教会）と相互承認していない教派・教会の総称。
19世紀に第1バチカン公会議の決定に反対してローマ・カトリック教会から分かれた復古カトリック教会をはじめ、そこから分かれたいくつかの教派、また20世紀初頭にアメリカのポーランド系移民により分かれたポーランド・カトリック教会などアメリカで設立された複数の教派などがある。